# Puente de San Pedro (Pamplona)
El puente de San Pedro, es un puente románico de Pamplona (Navarra, España). Está situado en la calle Vergel y cruza el río Arga, conectando el barrio de la Rochapea con Aranzadi. Es el puente más antiguo de toda Pamplona. 
Cuenta con tres ojos de medio punto y tajamares en ángulo. Junto a este puente hay un crucero de piedra idéntica a la que hay junto al puente de Santa Engracia.

## Historia
Antiguamente se le conocía como puente de San Pedro Ribas. Se cree que es de época romana, habiendo sido construido con mampostería de piedra, pero fue transformado en la Edad Media, tomando el aspecto que hoy conserva. 
Se considera que el puente de Miluze y el puente de la Magdalena son posteriores, considerándose que en la Edad Media en Pamplona sólo había dos puentes, uno sobre el rio Arga y otro sobre el Sadar.
El puente de San Pedro fue declarado Monumento Nacional en 1939., incluido en el conjunto de fortificaciones subsistentes de Pamplona. Por tanto, es Bien de Interés Cultural con categoría de Monumento.

## Galería

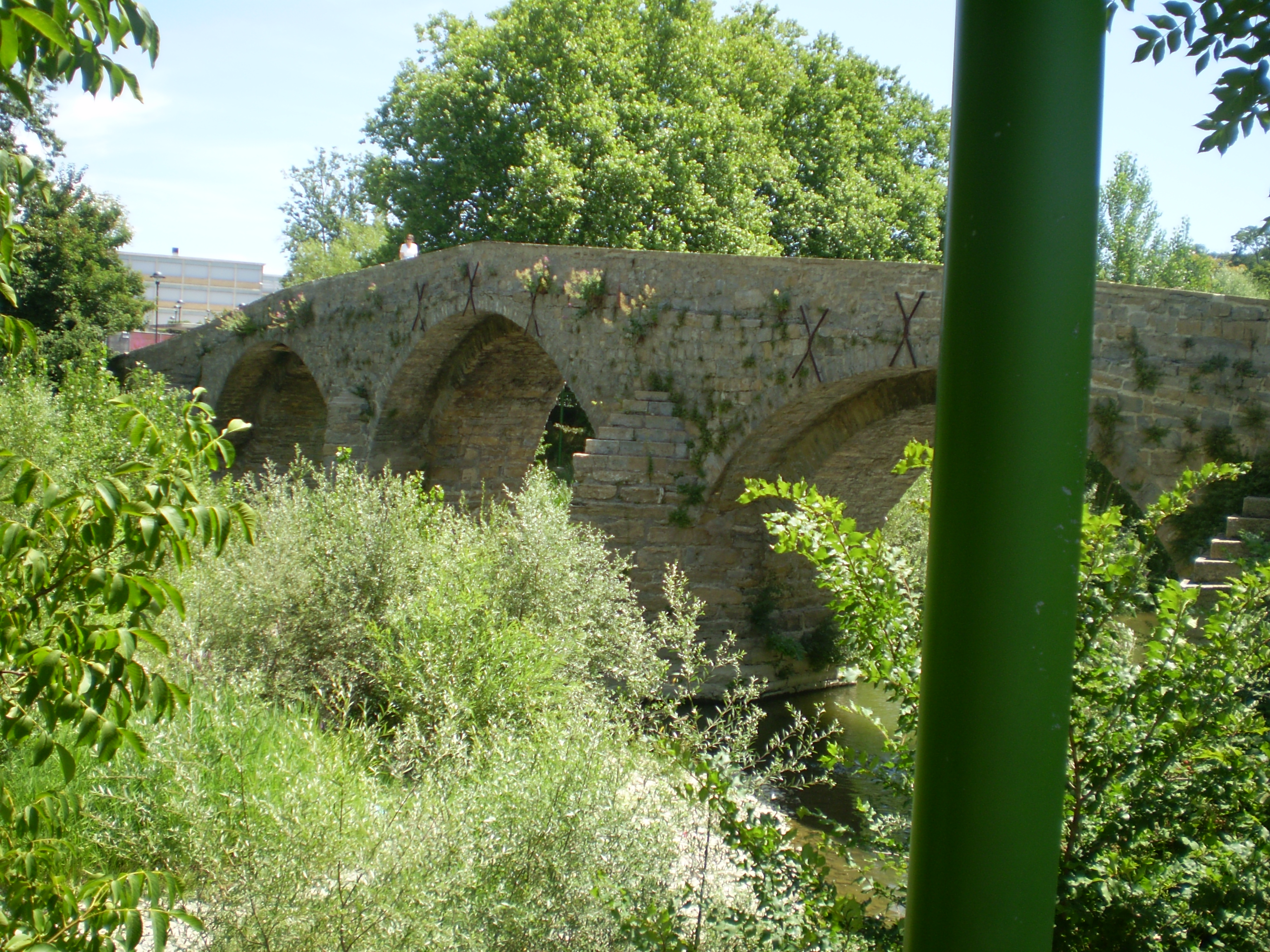
Puente de San Pedro.
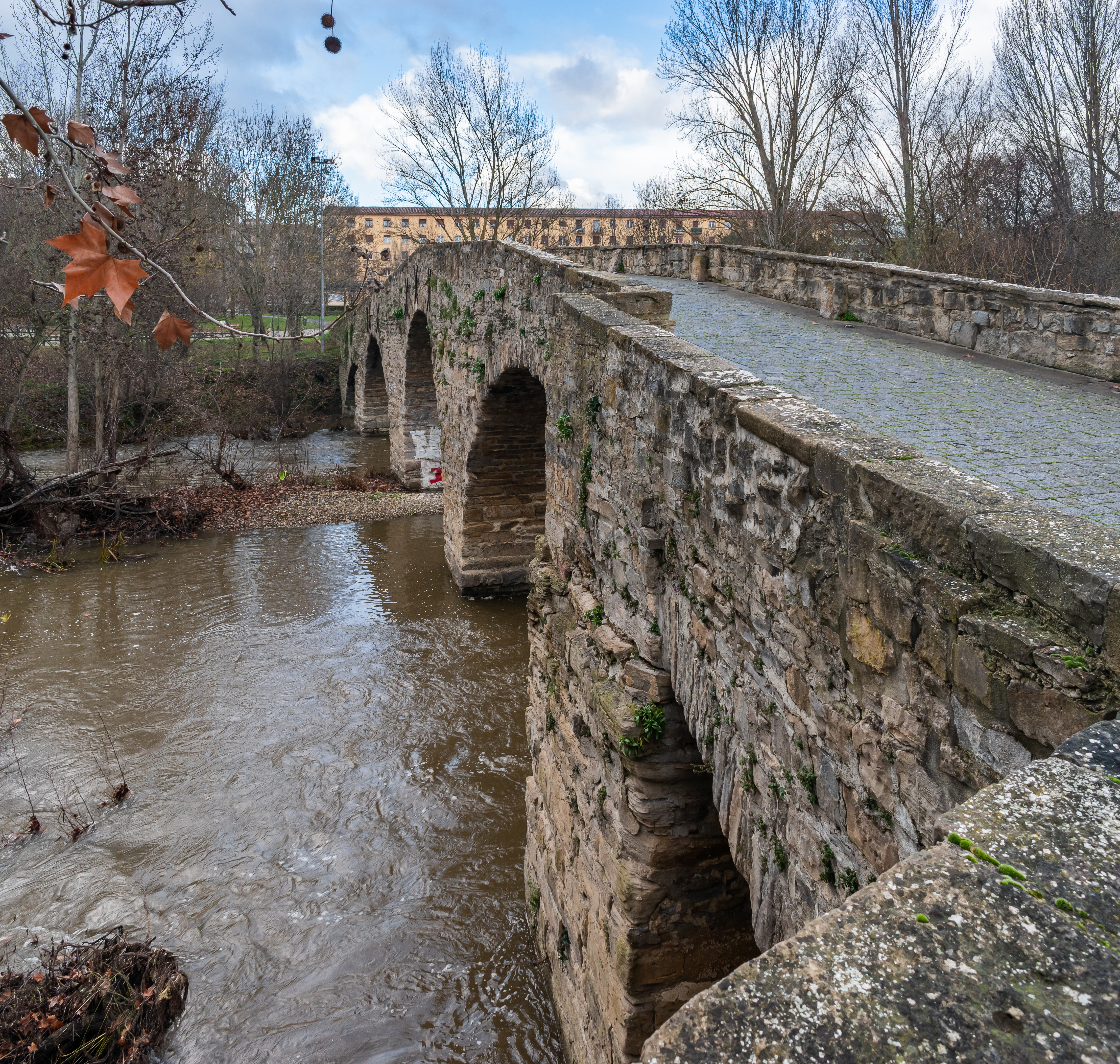
Puente de San Pedro en Pamplona.
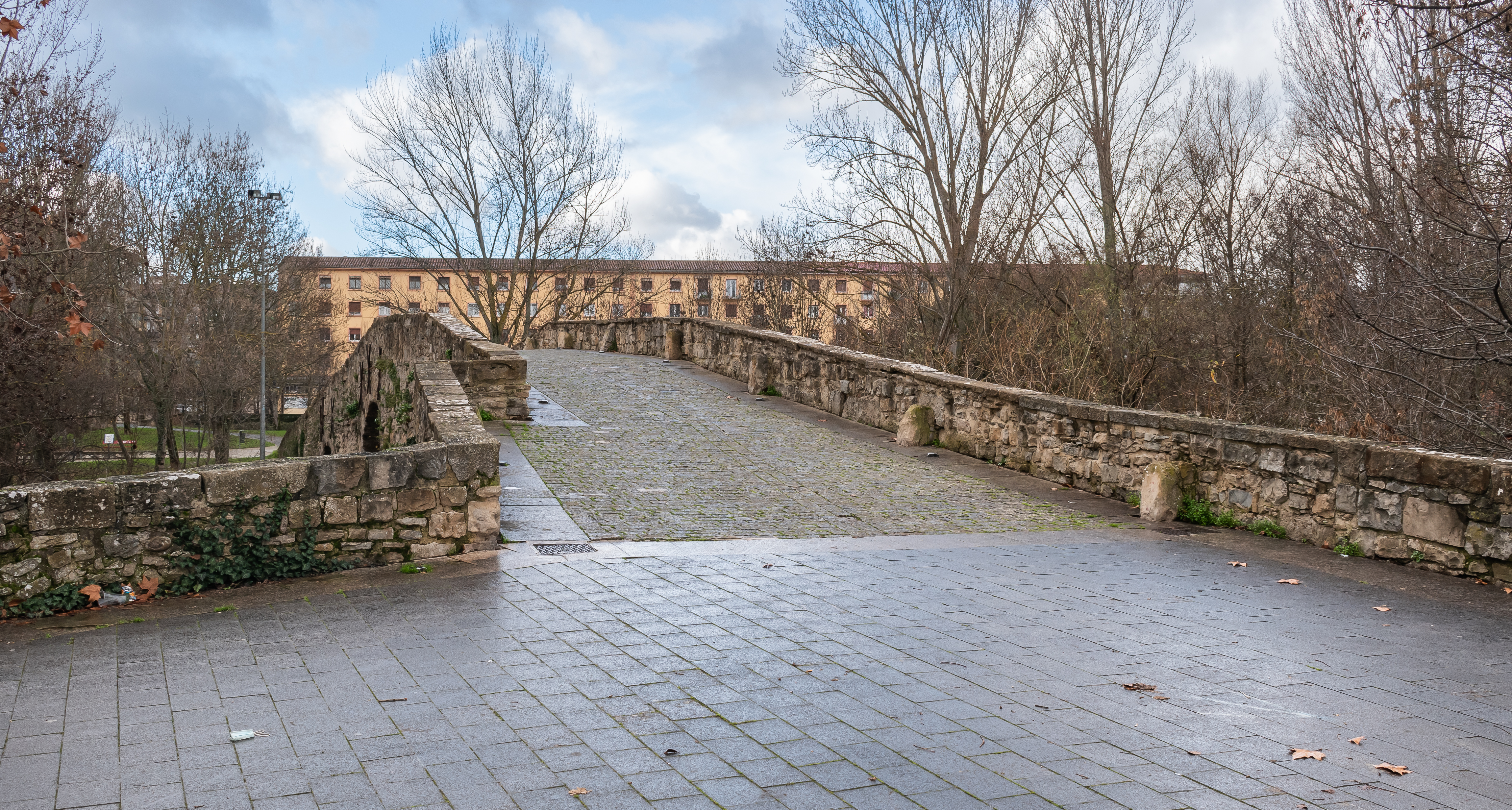
Puente de San Pedro en Pamplona.
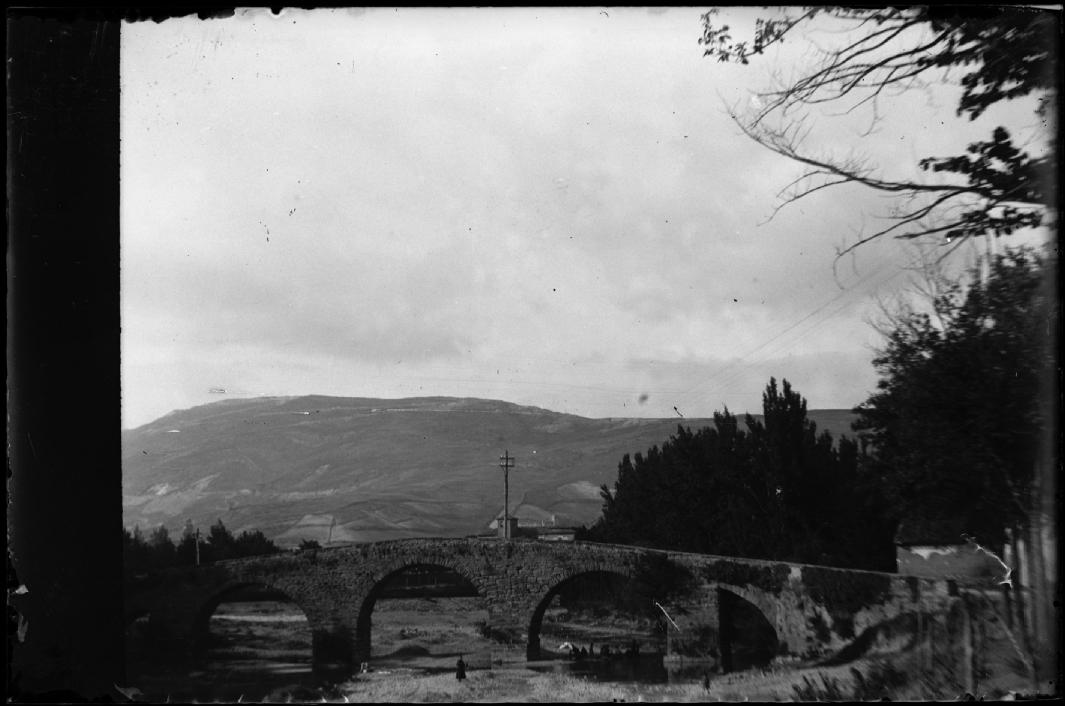
Puente de San Pedro sobre el río Arga en Pamplona.
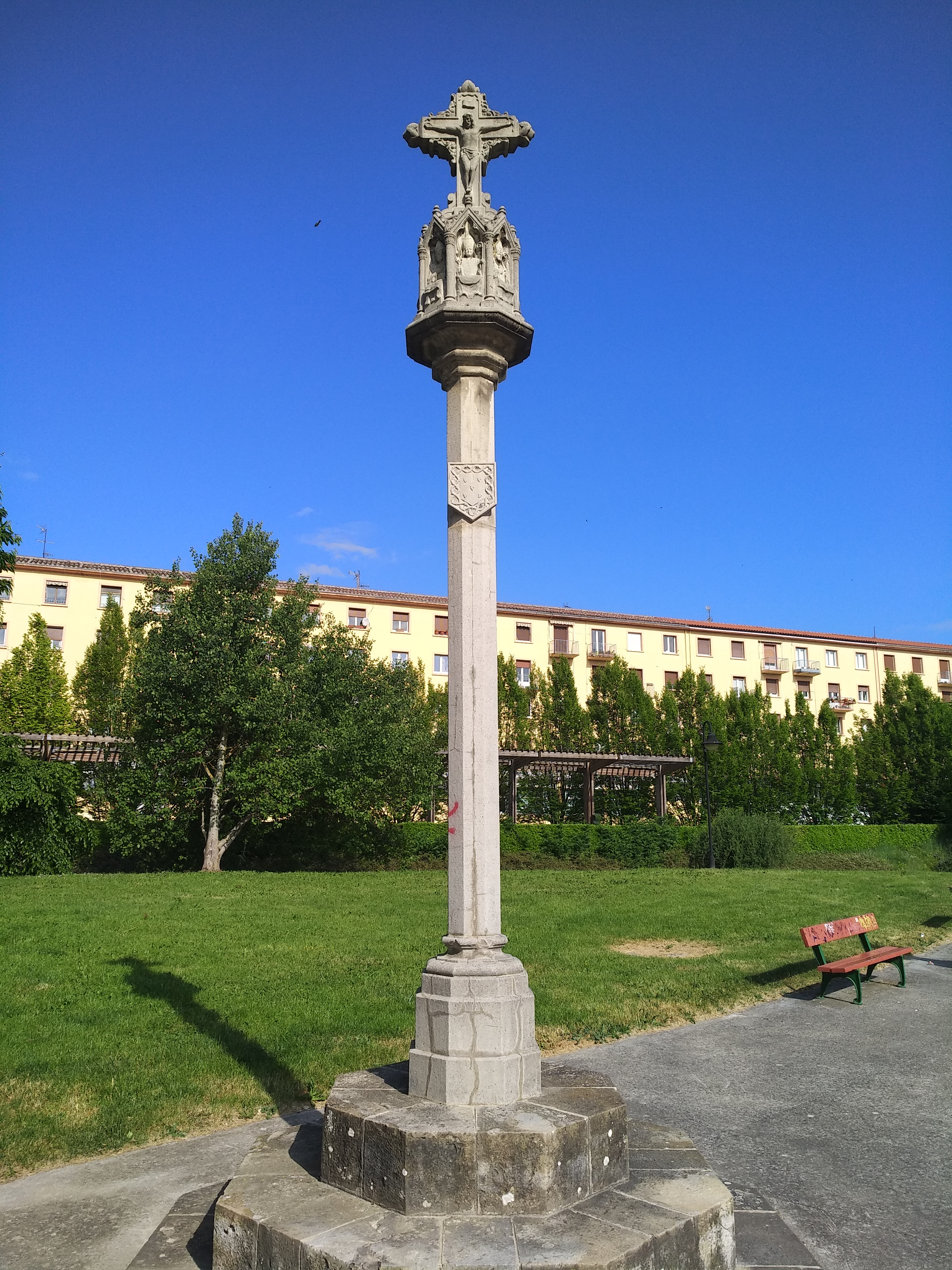
Crucero junto al puente.